# Mylochromis chekopae
Espèce
Mylochromis chekopae est une espèce de poissons téléostéens.